# Smyków (rejon szeptycki)
Smyków (ukr. Смиків) – wieś na Ukrainie w rejonie szeptyckim, w obwodzie lwowskim.
Do 2020 w rejonie sokalskim.

Do 2024 w rejonie czerwonogrodzkim.

## Położenie
Wieś znajduje się w północno-zachodniej części obwód lwowskiego i we wschodniej części rejonu sokalskiego. Smyków położony jest 22 km od miasta Sokal i 125 km od Lwowa.

## Historia
Wieś Smyków oraz sąsiednie Matów, Bodziaczów pochodzą z czasów starożytnych. Pierwszy źródła pisane wspominają wsie w drugiej połowie XV w., i w 1583 r. Potem należała do Wielkiego Księstwa Litewskiego i księstwa halicko-wołyńskiego. Aż do 1772 r. wieś znajdowała się w granicach Rzeczypospolitej, która połączyła się z Wielkim Księstwem Litewskim w 1569 r. W czasie powstania Chmielnickiego w październiku i listopadzie 1648 r. wieś była pod władzą powstańców. Od 1772 r. należała do Austrii. W 1848 r. zniesiono w niej pańszczyznę. W latach 1918–1919 wszystkie wsie znalazły się w Zachodnioukraińskiej Republice Ludowej. Smyków do 19 stycznia 1961 r. należał do rejon horochowskiego obwodu wołyńskiego. Smyków ma przedszkole, dom ludowy, bibliotekę. We wsi jest kościół pw. św. Michała Archanioła.